# Eticho

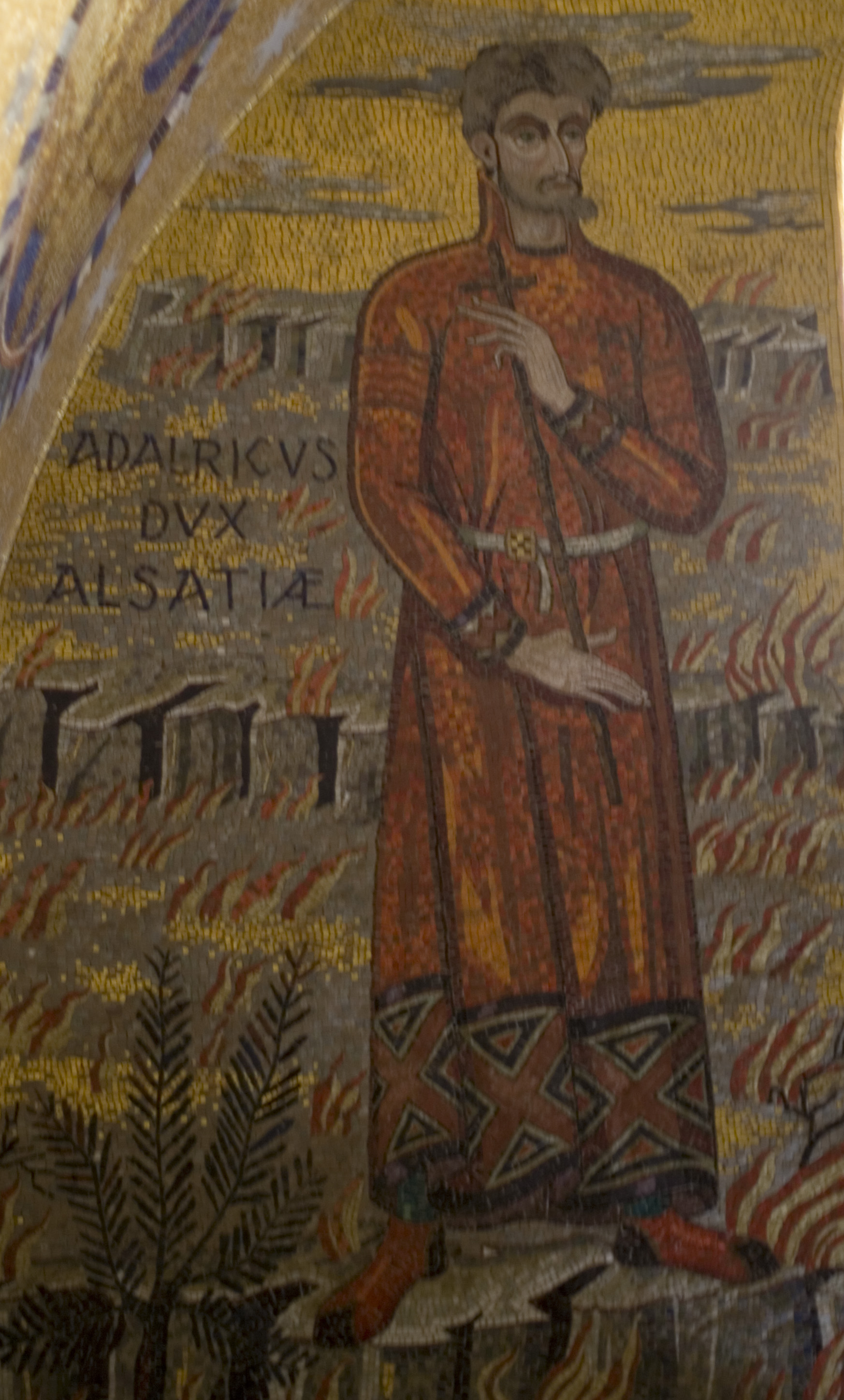
Mosaik mit einem Bildnis Etichos in seiner Grabkapelle auf dem Odilienberg

Eticho (* um 645; † 20. Februar 690 in Odilienberg) war der dritte bekannte Herzog im Elsass und der Vater der heiligen Odilia. Er wird auch Athich, Adalrich oder Adalricus genannt. Nach ihm ist das elsässische Herzogsgeschlecht der Etichonen benannt.

## Leben und Wirken

### Herkunft
Eticho wurde als Sohn des Attoarierherzogs Adalrich geboren, der dem Volk der Burgunden angehörte und im Pagus Attoriensis, dem Gebiet zwischen Dijon und Langres begütert und einflussreich war. Sein Großvater Amalgar gehörte zu den mächtigsten Adelsvertretern in Burgund und über seine Großmutter Aquilina, die Tochter des Herzogs Waldelenus bestand eine direkte Verwandtschaft mit jener burgundischen Adelsfamilie, die in den folgenden zwei Jahrhunderten als Sippe der Waltriche zu einer der einflussreichsten Familien im Fränkischen Reich aufstieg.

### Herzog in Burgund und Bürgerkrieg
Nach der Absetzung seines Vaters als Attoarierherzog durch König Chlothar III. im Jahr 663 und der kurzen Herrschaft des Interimdux Sichelm wurde Eticho 664, spätestens aber 665 vom König wieder im Amt des Vaters als Attoarierdux bestätigt.
Als Chlothar III. 673 starb, gehörte Eticho zu der Adelsgruppe um Leodegar von Autun, einem Verwandten seiner Ehefrau Berswinda, die den austrasischen König Childerich II. einlud, die Regentschaft im Königreich Neustrien und Burgund zu übernehmen und das Frankenreich wieder unter einem einzigen Herrscher zu vereinen. Als Gegenleistung für seine Unterstützung wurde Eticho nach der Inthronisation Childerichs im Jahr 673 von diesem in der Nachfolge des verstorbenen Herzogs Bonifatius als Dux des Elsass eingesetzt und herrschte damit über Herzogtümer in Burgund und Austrasien.
Zwei Jahre später, 675, brach nach der Ermordung Childerichs II. im fränkischen Reich ein Bürgerkrieg um dessen Nachfolge aus. Eticho unterstützte hierbei die vom ehemaligen Hausmeier Ebroin angeführte Partei Chlodwigs (III.) gegen König Theuderich III. Im Gefolge Ebroins zog Eticho durch das südliche Burgund mit dem Ziel, nach der Ermordung des Patricius Hector das Patriciat über die Provence zu erlangen – dieses Unterfangen scheiterte jedoch an der erfolglosen Belagerung von Lyon. Nach dem Sieg Theuderichs wurde Eticho am 4. September 676 wegen seiner Verbindungen zu den Austrasiern seines burgundischen Besitzes enthoben; bemerkenswerterweise wurden ihm die herzöglichen Güter nicht vollständig entzogen, sondern der Familienabtei Saint-Pierre in Bèze zugeschlagen. Eticho verließ daraufhin Burgund, zog sich in der Folge vollständig nach Austrasien auf seinen Herzogssitz im Elsass zurück und erkannte Dagobert II. als König von Austrasien an.

### Herrschaft im Elsass

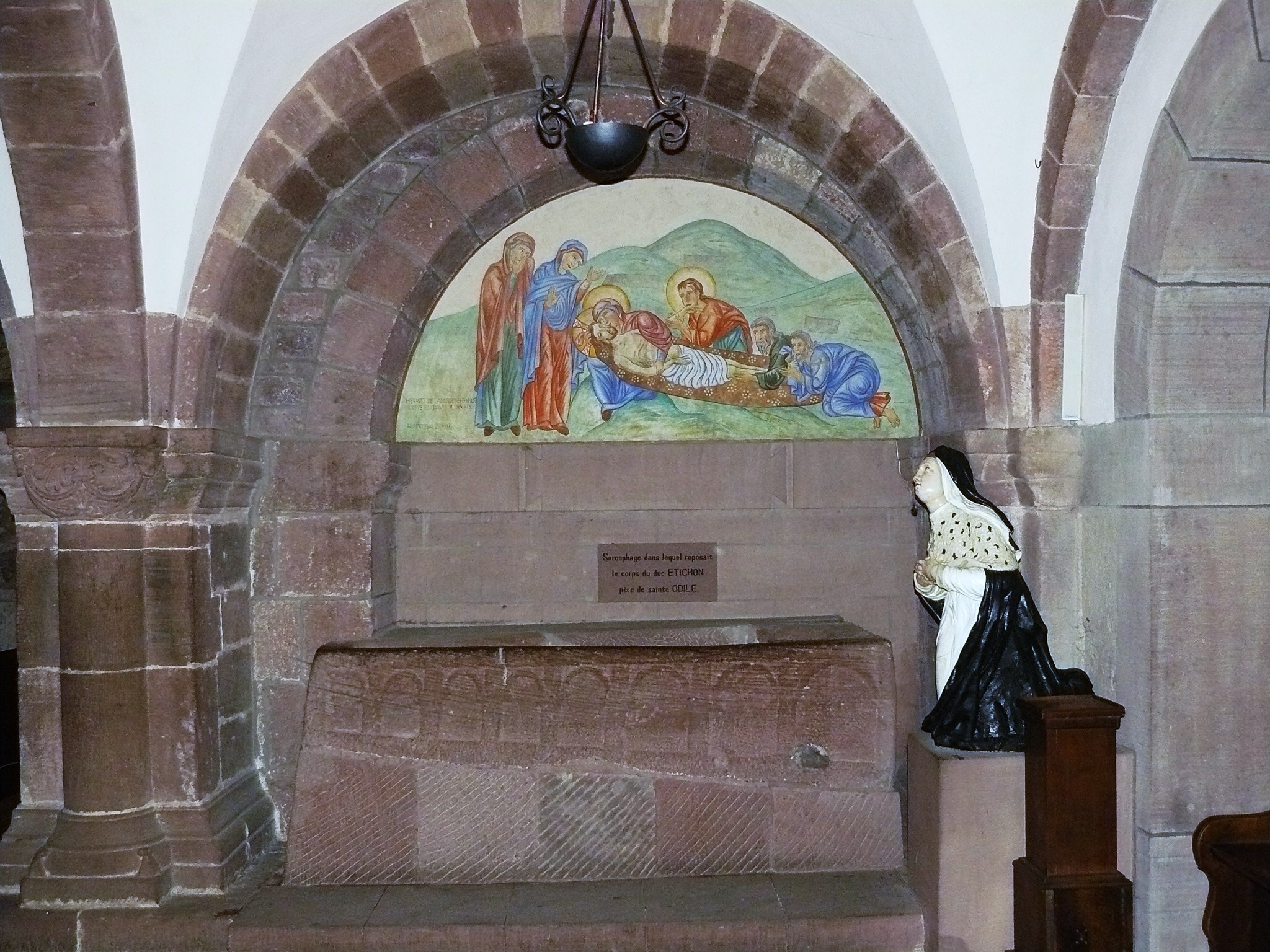
Sarkophag von Herzog Eticho

Zwischen 673 und 682 ließ Eticho auf dem strategisch günstig gelegenen Odilienberg einen neuen Herrschaftssitz erbauen und wählte diesen Ort als dauerhafte Herzogsresidenz.
Eticho war durch familiäre Bande, insbesondere zur Gründersippe des Weißenburger Klosters, den Gundoinen, in die Gegnerschaft der südaustrasischen Oberschicht zu den Arnulfingern eingebunden und schreckte auch nicht davor zurück, seine Unabhängigkeit durch Übergriffe auf andere verwandte Adelshäuser sichern. Die Ermordung des Abtes vom Kloster Moutier-Grandval, Germanus von Granfelden und seines Begleiters Randoald, welche 675 auf Befehl Etichos erfolgte, diente einerseits der Ausdehnung des elsässischen Herrschaftsbereiches bis auf das Gebiet des Dukats Transjuranien, zum anderen verfolgte Eticho damit das Ziel, den Einfluss der Arnulfinger und der mit ihnen verbündeten Waltriche, dem Stammhaus seiner Großmutter, im burgundisch-austrasischen Grenzgebiet zurückzudrängen.
Nach der Ermordung Dagoberts II. am 23. Dezember 679 wurde das ganze Frankenreich unter der Herrschaft Theuderichs III. erstmals seit langem wieder vereint, wenngleich die wirkliche Macht bei miteinander konkurrierenden Hausmeiern in Neustrien und Austrasien lag. 
Aufgrund des Umstandes, dass Eticho als Herzog des Elsass bestätigt wurde, nimmt die Forschung an, dass sich mit dem in Austrasien den Ton angebenden Arnulfingern arrangierte uns sie bei ihrem Aufstieg im Fränkischen Reich unterstützte. Auf diesem Wege gelang es dem Herzog nicht nur, seinem Haus die Herrschaft über das Elsass bis zur Regentschaft Pippins des Jüngeren zu sichern – wichtiger noch war die erstmalige Durchsetzung der Vererbbarkeit des Herzogtitels auf seine Nachfolger.
Eticho verstarb auf dem Odilienberg am 20. Februar 690 und fand seine letzte Ruhestätte in einer eigens erbauten Grabeskapelle auf dem Palastgelände.

### Klostergründungen
Eticho war, wie alle Großen seiner Zeit, davon überzeugt, dass die öffentliche Buße (medicamenta paenitentiae), welche insbesondere von den Anhängern Kolumbans gepredigt wurde, eine göttliche Vergebung selbst schwerster Sünden möglich machen würde.
Vermutlich als Sühne für die Ermordung des heiligen Germanus von Granfelden und seines Begleiters stiftete Eticho, ähnlich wie bereits sein Großvater Amalgar, gemeinsam mit seiner Ehefrau Berswinda zwei Klöster:
Im Jahr 680 ließen Eticho und seine Ehefrau auf dem Odilienberg innerhalb der herzoglichen Residenz die Abtei Hohenburg errichten und statteten diese mit einer Kirche und einem Konventsgebäude aus. Ursprünglich als Männerkloster konzipiert, wandelte sich die Abtei unter ihrer Tochter Odilia in einen Frauenkonvent, neben dem noch ein kleines Mönchskloster fortbestand.
Das Kloster Ebersmünster wurde um 675 zu Ehren des heiligen Mauritius auf Eigengut in der Nähe von Sélestat gegründet und bestand aus einem Konvent irischer Mönche, der vom heiligen Deodatus von St. Dié geführt wurde.

## Ehe und Nachkommen
Eticho heiratete um das Jahr 655 Berswinda, die nach den Aufzeichnungen des Klosters Ebersheimmünster, dem  Chronicon Ebersheimense, eine Nichte des heiligen Leodegar von Autun und Schwester Chimnechilds, der Ehefrau des austrasischen Königs Sigibert III. war.
Aus der Ehe entstammten die Söhne Adalbert, der dem Vater als Herzog nachfolgte, Batticho, Hugo und Hecho sowie die Tochter Odilia, die als Schutzpatronin des Augenlichtes und des Elsass im Mittelalter zu einer der am meisten verehrten Heiligen wurde und deren Grab auf dem Odilienberg noch immer einer der bedeutendsten Wallfahrtsorte in Frankreich ist – mit mehr als zwei Millionen Pilgern im Jahr.
Eticho ist der Stammvater des Adelsgeschlechts der Etichonen, auf den spätere Dynastien, zum Beispiel die Habsburger, ihren Ursprung zurückführen.